# Project Zomboid
Project Zomboid es un videojuego de supervivencia isométrico de mundo abierto desarrollado por el estudio independiente británico y canadiense The Indie Stone. El videojuego se desarrolla en la zona de exclusión postapocalíptica e infestada de zombis del ficticio Knox County, Kentucky, donde el jugador tiene el desafío de sobrevivir el mayor tiempo posible antes de  morir inevitablemente, ya sea por los zombis, el hambre, o cualquier otro factor. Fue uno de los primeros cinco videojuegos lanzados en la sección de financiación alfa del portal de videojuegos Desura.
En 2011, The Indie Stone sufrió un revés de alto perfil dentro de la comunidad de juegos independientes luego del robo de dos computadoras portátiles que contenían gran parte del código del juego. Desde entonces, Project Zomboid ha aparecido en Steam Early Access y continúa desarrollándose hasta el día de hoy. Project Zomboid es el primer videojuego lanzado comercialmente de The Indie Stone.

## Trama
La historia de Project Zomboid y el Evento Knox se transmite a través de transmisiones de radio y canales de televisión. Después del 18 de julio, la mayoría de estos canales salen del aire. Se desconoce la causa y el origen de la infección de Knox. Sin embargo, varios personajes de KnoxTalk, una estación de radio del videojuego, teorizan que podría ser una enfermedad priónica, un acto de Dios, o bioterrorismo. Se sabe que la infección se propaga a través de la saliva, la sangre y, más tarde, a través de gotas de agua en el aire. Sin embargo, el jugador es inmune a esta última forma de infección. Después de infectarse, el jugador comenzará a experimentar ansiedad y náuseas, que empeorarán progresivamente hasta que finalmente sucumba a la infección. No existe cura para la infección de Knox, y es invariablemente fatal.
El videojuego comienza el 9 de julio de 1993, aproximadamente tres días después de que el ejército de los Estados Unidos estableciera un bloqueo que rodeaba las áreas infectadas de Muldraugh, Riverside, West Point y Rosewood, denominado Evacuación de Knox. El general John McGrew, un general del ejército de los EE. UU. a cargo de las medidas de contención dentro de la zona de exclusión de Knox, luego publica una declaración sobre el evento, le dice a la gente que mantenga la calma y afirma que «No hay evidencia de muertes dentro de la zona de exclusión», cuándo la zona de exclusión es en realidad puro caos.
El 11 de julio, la OMS suspende todos los vuelos internacionales no médicos o militares para proteger a otros países de la infección. Los disturbios comienzan a estallar en ciudades de los Estados Unidos y se imponen toques de queda en la ciudad de Nueva York y Miami después de que los disturbios causan múltiples muertes y lesiones. Más tarde ese día, se filtra una imagen de West Point a los medios, que muestra a un hombre con un solo brazo con sangre en la boca, parado en una calle llena de cadáveres.
El 14 de julio, miles de personas infectadas rompen el bloqueo militar que rodea la zona de exclusión, lo que lleva a los militares a retirarse. Louisville también se infecta en esta época, aunque el jugador puede visitar Louisville el 9 de julio y encontrarlo infestado de zombis. A medida que la zona de exclusión se amplía, se revela que el virus está comenzando a propagarse por el aire. En un último esfuerzo, Estados Unidos destruye los puentes que cruzan el río Ohio, atrapando a los sobrevivientes y zombis dentro del condado de Knox.
Finalmente, el 17 de julio, se confirma el virus en Cincinnati, varias ciudades de Inglaterra, Mogadiscio, Seúl, y Okinawa. Después de varios dias sin pronunciarse, el general John McGrew ofrece una transmisión final a los sobrevivientes restantes, informando que tomen armas contra los muertos vivientes para defender a los Estados Unidos y su futuro, alegando que no han sido olvidados y que el ejército ira en su rescate. Tras ello, las cadenas de radio y televisión se cortan para siempre, dando a entender que el mundo entero ha caído contra la infección de Knox y ahora están a merced de los zombis y a las amenazas que puede llegar a representar el ser humano en momentos de crisis.

## Jugabilidad
En Project Zomboid,  el jugador tiene como objetivo sobrevivir el mayor tiempo posible en un área apocalíptica y plagada de zombis alrededor de la ciudad de Louisville, Kentucky, conocida como 'Knox Country', que ha sido puesta en cuarentena por el gobierno.  El jugador puede elegir la apariencia, la ocupación y los rasgos de su personaje no sin antes, seleccionar donde aparecer dentro de una de las cuatro ciudades iniciales. Los rasgos (ya sean positivos o negativos) afectan los puntos de experiencia iniciales en cierta habilidad, otorgan recetas únicas, dan un impulso de ganancia de experiencia, afectan el radio de percepción o el Rebuscar. El tipo de rasgo que se elige también influirá en dónde aparecerá exactamente el personaje (por ejemplo, un bombero tiene más posibilidades de aparecer en parque de bomberos si la localidad escogida dispone de uno). Además de evitar a los zombis, el jugador debe gestionar sus necesidades personales (como el hambre, el estrés, la fatiga y el aburrimiento) para mantenerse con vida descansando, buscando suministros y utilizando técnicas de supervivencia. El jugador puede nivelar sus habilidades a través de actividades y revistas de habilidades mediante un sistema de experiencia. La ganancia de experiencia puede ser multiplicada leyendo libros, cada uno para un respectivo tipo de habilidad y nivel. El videojuego utiliza los zombis de movimiento lento al estilo tradicional de Romero, aunque algunos zombis son más rápidos que otros, y el modo sandbox incluye una configuración para zombis "velocistas" al estilo 28 Days Later.
El videojuego presenta una variedad de modos de dificultad preestablecidos, junto con un modo sandbox, que le permite al jugador personalizar la configuración de su partida, como la población de zombis, la transmisibilidad de virus, la rareza del botín, regularidad de eventos, aparición de autos, entre otros.
'Knox Country', la región jugable en Project Zomboid basa en gran medida su ubicación en el área metropolitana de Louisville. Las ciudades de Muldraugh, West Point, y Louisville se replican libremente en el mundo del videojuego junto con otros lugares ficticios, como Riverside. El mundo se vuelve más desolado y decrépito a medida que pasa el tiempo, y las redes eléctricas y de agua se cortan en el primer mes de juego, seguidas de la erosión y el crecimiento excesivo de las estructuras de la región. Además, el videojuego presenta un conjunto de escenarios de 'desafío' fijos, algunos de los cuales están ubicados en mapas separados y más pequeños y/o presentan elementos de jugabilidad únicos, como una tormenta invernal sin fin o una horda de zombis que rastrea al jugador después de un día en la partida.

## Desarrollo
Según los desarrolladores, el videojuego ha sido algo que «siempre quisieron hacer» y su «juego de ensueño», aunque sintieron que no podrían debido a compromisos de tiempo. Esto cambió después del éxito de Minecraft, que les mostró «otra forma de desarrollar un juego» que produciría un resultado más rápido. Según el equipo, la principal inspiración para el videojuego fueron las películas de zombis en lugar de los videojuegos de zombis.

### Comienzo
El videojuego se lanzó por primera vez el 25 de abril de 2011 como una demo técnica.  Está escrito en Java para su portabilidad, usando LWJGL.

### Primeros contratiempos
En junio de 2011, poco después del lanzamiento del videojuego como demo técnica prealfa de pago, se filtró el videojuego y se difundieron copias no autorizadas a muchos otros sitios web. La versión no autorizada del videojuego permitió la descarga desde los servidores de Project Zomboid con solo presionar el botón 'actualizar ahora', independientemente de si el usuario ya tenía la última versión. Para evitar pagar por estas descargas, The Indie Stone desconectó la versión de pago solo para clientes, y, en su lugar, lanzó una "demo técnica pública" gratuita para descargar al día siguiente.
El 15 de octubre de 2011, se allanó el apartamento de dos de los desarrolladores y se robaron computadoras portátiles que contenían grandes cantidades del código del videojuego, que no se había respaldado externamente. Esto dio lugar a graves retrasos en el desarrollo del videojuego. Debido a este contratiempo, dieron una presentación en Rezzed titulada «Cómo (no) hacer un videojuego», repasando algunas de las lecciones que habían aprendido desde que iniciaron el proyecto.

### Continuación
A partir del 8 de noviembre de 2013, Project Zomboid se lanzó en Steam Early Access. En febrero de 2014, Indie Stone lanzó públicamente una versión multijugador del videojuego. Después de este lanzamiento, el videojuego se actualizó activamente con el tiempo, con numerosas revisiones en la jugabilidad y el sonido, así como la eliminación y posterior reintegración del modo multijugador.